# ヴァレンティン・フョードロヴィチ・モロゾフ
ヴァレンティン・フョードロヴィチ・モロゾフ（露: Валентин Фёдорович Морозов、1911年3月1日 - 1999年1月23日）は、20世紀の日本で活躍した白系ロシア人の菓子職人、実業家。バレンタイン・F・モロゾフ、バレンティン・F・モロゾフとも表記される。
ロシアのシンビルスク近郊、チェレンガ出身。創業期の神戸モロゾフ製菓株式会社（後のモロゾフ株式会社）に勤務し同社の発展の基礎を築いたが経営陣と対立して袂を分かち、「コスモポリタン製菓」を設立。日本における高級チョコレート製造の先駆けとされる。

## 生涯

### ロシアを脱出し、日本へ
ヴァレンティン・フョードロヴィチ・モロゾフは、1911年にロシアのシンビルスク郊外にあるチェレンガという町で生まれた。父親のフョードル・ドミトリエヴィチ・モロゾフは商人で、第一次世界大戦時には軍馬・軍服の調達にあたるなどロシア帝国のために働いていた。1917年、ロシア革命が勃発すると、フョードルは家族を連れてハルビンへ逃れた。フョードルはハルビンを拠点に貿易を行い、白軍を支援しようとしたが計画は頓挫。1923年、一家はハルビンを離れアメリカ合衆国のシアトルへ移住したが生活が成り立たず、1924年にシアトルを離れ日本の神戸へ移住した。

### 菓子職人になる

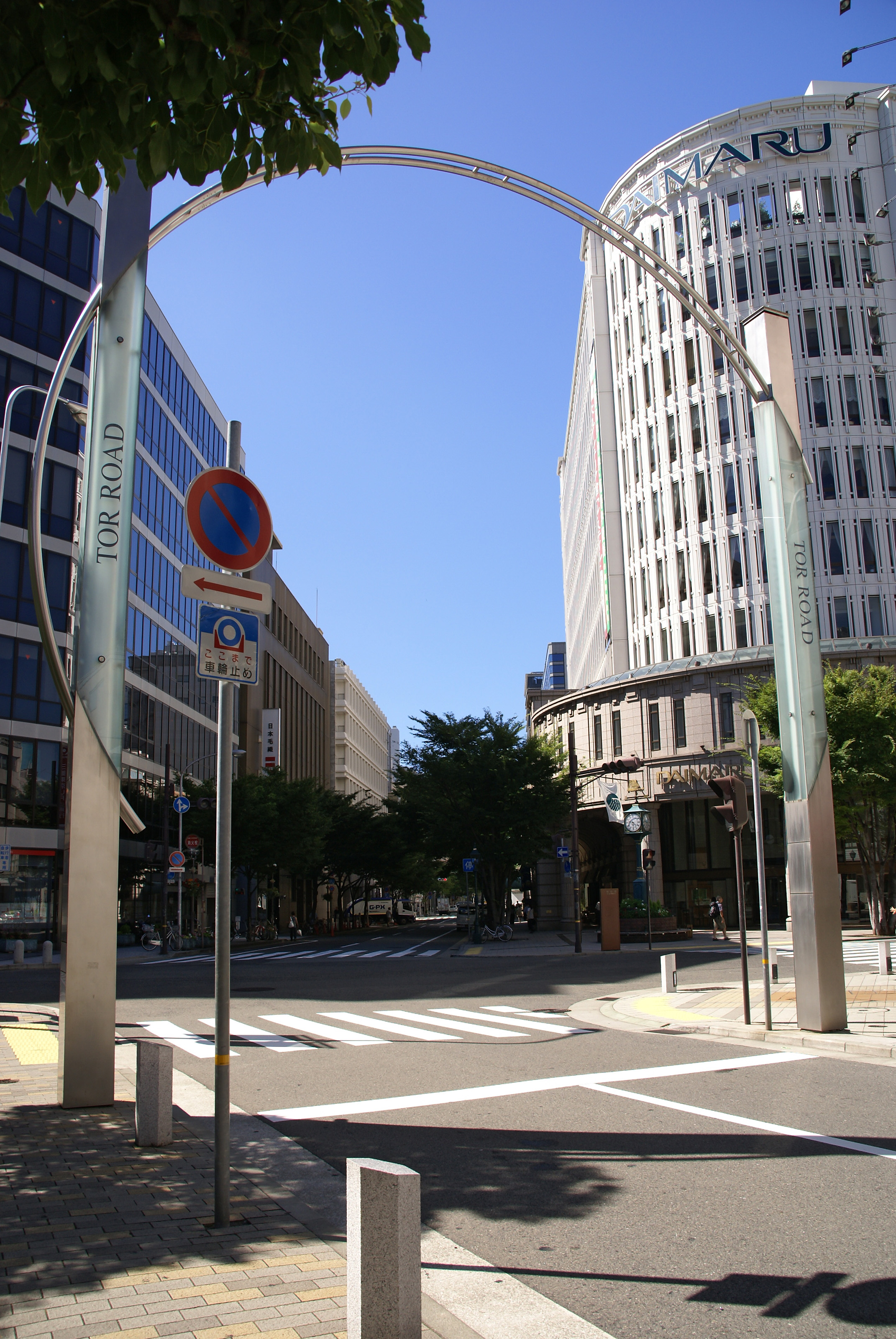
現在のトアロード

フョードルは日本が急速に西洋化しようとしていたことに目をつけ、西洋の食料品を売る事業を興そうと考えた。フョードルは試行錯誤の末、チョコレート菓子を中心に洋菓子を販売することにした。1926年3月、フョードルは白系ロシア人の菓子職人を雇いトアロード103番地に「Confectionery F.MOROZOFF」を開店。モロゾフも通っていた学校（セント・ジョセフ・インターナショナル・カレッジ）をやめ、菓子職人として店を手伝うことになった。父親が雇った職人は菓子の製法を教えようとしなかったため、モロゾフは下働きをしながら独学で菓子の製法を研究した。モロゾフは、ロシア式の製法で作った菓子は日本人の口に合わないことに気づき、アメリカ合衆国やイギリスの専門書を購入し、両国における製法を習得した。

### 神戸モロゾフ製菓の従業員となる
1931年6月、事業拡大を目指し出資者を探していたフョードルは神戸商工会議所理事の福本義亮の紹介で、材木会社専務の葛野友槌の協力を得ることになった。葛野はモロゾフ親子が持っていた設備を買い取り、神戸モロゾフ製菓株式会社（後のモロゾフ株式会社）を設立。代表取締役は葛野が務め、フョードルは取締役として、モロゾフは専属技術者として同社に勤めることになった。会社の経営は順調で、設立2年目には3500円あまりの黒字を出した。私生活では1934年1月に白系ロシア人のオリガ・タラセンコと結婚した。

### 経営陣と対立、袂を分かつ
1933年頃からモロゾフ親子と葛野友槌の関係が悪化し始めた。発端は葛野が会社の会計帳簿をモロゾフ親子側に見せようとしないことにフョードルが不信感を抱いたことにあった。モロゾフ親子は会社の利益が一定の水準超えた場合にボーナスを受取る契約を交わしていたことから、葛野側がボーナスを支払うまいとして意図的に会社の業績を低く見せかけようとしていると疑うようになった。さらに会社の運営方針を巡り、多種多様な菓子を売り出したいモロゾフ親子と商品の種類を絞って大量生産すべきだとする葛野側とで意見が対立した。
両者の対立が表面化したのは1933年末であった。モロゾフ親子は神戸モロゾフ製菓設立後もトアロードに構えた店舗を所有し、同社製品に限り販売することができるという条件付きで菓子の販売を行っていたが、商品の代金の支払いを拒否したのである。モロゾフ親子側がこのような行動をとった動機は、かつて取引先から商品の返品と支払った代金の返還を要求された神戸モロゾフ製菓が商品の交換に応じた上でモロゾフ親子の給料から代金分を差し引いたことがあり、その時の金を取り戻そうとしたことにあった。モロゾフ親子の支払拒否は1年以上続き、葛野は1935年3月、フョードル宛に未払い代金の支払いを求める内容証明を送った。これに対しフョードルは会社の帳簿の検査を要求する内容証明で応じた。
5月1日、葛野側はトアロードの店舗への商品納入を打ち切った。これを受けてモロゾフ親子は6月1日、神戸区裁判所に商事調停を申し立て紛争の解決を図ることにした。1936年6月に調停が成立。条件の中には1941年6月10日までの間、モロゾフ親子が「モロゾフ」と読みえる商号を使用して菓子販売をすることや神戸モロゾフ製菓と同様の事業をすることができないというものが含まれていた。後にコスモポリタン製菓を設立（後述）したモロゾフは、重森守の取材を受けた際に次のように述べている。
また、ポダルコ・ピョートルは以下のように述べている。
川又一英『大正十五年の聖バレンタイン 日本でチョコレートをつくったV・F・モロゾフ物語』によると、商事調停申し立ての後、福本義亮はモロゾフ親子の弁護人となったアメリカ人ウィリアム・シーボルトに対し、「手を引かなければモロゾフ一家を国外追放する」と通告した。福本はさらに、モロゾフ親子を神戸商工会議所理事長室に呼び出し、親子が「わが日本帝国を追っ払って満州国を乗っとろうとしている」アメリカ人を弁護人にしたことが事態を悪化させたと非難した後、調停の取り下げに応じる旨の書類にサインするよう迫り、親子がこれを拒むと以下のように告げた。
シーボルトはモロゾフ親子に対し次のように嘆いた後、弁護人を退任している。
なお、神戸モロゾフ製菓株式会社発足から紛争が起こるまでの間に、葛野友槌の子・友太郎と福本義亮の娘が結婚し、葛野友槌と福本の間に縁戚関係が成立している。
調停成立後、モロゾフは条件に触れないよう、トアロードの店舗を利用してモロゾフの妹の名義で菓子の製造・販売業を営むことにした。父親のフョードルは製菓事業から手を引き独自に貿易業を営むことになり、新たな店の名前はモロゾフの名ヴァレンティンの英語表記から「Confectionery Valentine」に決まった。しかし1937年に日中戦争が始まると経済統制が行われ、材料の確保に苦労するようになった。1940年から1941年にかけては菓子作りのままならない日本を離れ、上海の白系ロシア人が経営する洋菓子店でチョコレート作りの指導を行った。
1941年11月、上海から帰国。帰国してから3週間後の12月8日に太平洋戦争が開戦した。モロゾフは菓子店の経営を断念し、家族とともに北神地区の大池に建てた別荘に疎開した。1945年6月5日には空襲によりトアロードの店舗が焼失した。

### コスモポリタン製菓を設立
終戦直後の1945年10月、モロゾフは交流のあった兵庫県庁職員の助力を得て国鉄高架下の営業スペースと砂糖を確保。新たに菓子店「コスモポリタン」（後のコスモポリタン製菓）を開いた。
モロゾフはかつてドイツ人の菓子職人カール・ユーハイムが所有していた三宮の工場を借り（工場の内部は空襲で焼けたが、鉄筋コンクリート製の建物自体は無事であった）、神戸在住の外国人向けの配給用のパンと「コスモポリタン」で売る菓子を焼いた。配給用のパンの製造は経済的な恩恵をもたらし、1950年までに大阪と東京に「コスモポリタン」の支店を出すことに成功した。1947年には神戸市長の小寺謙吉から依頼を受け、昭和天皇に献上するチョコレートを作った。
モロゾフは菓子職人としてチョコレート菓子作りに強い関心を抱いていた。コスモポリタン製菓を設立した当初、物資が不足していた日本ではチョコレートを作る原料が手に入らなかったため、モロゾフは再び戦前のようにチョコレート菓子を作る日が来ることを夢見つつ、パンやケーキなどを作る日々を送った。戦後の復興とともにモロゾフの願いはかない、やがてコスモポリタン製菓の売上の7割をチョコレート菓子が占めるようになった。
モロゾフは1999年1月23日に没した。死後コスモポリタン製菓の経営は長男のヴァレンティン・ヴァレンティノヴィチ・モロゾフに引き継がれたが2006年8月、業績不振を理由に自主廃業した。

## エピソード
- 白系ロシア人のモロゾフはソビエト連邦に対する心象が非常に悪かった。終戦後、GHQの将校に向かって「スターリンとヒトラーはどちらが立派なのか」と食ってかかったり、ソビエト連邦の国籍取得を勧めにきた大使館職員を「皇帝を殺し教会を焼き払ったあんたらから説教など聞きたくない」と言って追い払うなどしている[38]。

- ハルビン・シアトル時代の友人に美術監督のアレクサンダー・ゴリッツェン（Alexander Golitzin）がいる。ゴリッツェンもモロゾフと同じくロシアを脱出した白系ロシア人であった。シアトル滞在時に音信不通となった[39]が、日中戦争開戦後のある日、映画『ハリケーン』（監督ジョン・フォード）を観たモロゾフはクレジットタイトルの中にゴリッツェンの名を見つけた。太平洋戦争終結後モロゾフはアメリカへ渡り、ゴリッツェンと再会を果たした[40]。1984年3月にポートアイランドに建設されたコスモポリタンの工場はゴリッツェンの設計によるものであった[41]。

- シアトル時代、モロゾフは家計を支えるため新聞（『Seattle Post - Intelligencer』）の掛売りをしていた。1986年、およそ60年ぶりにシアトルを訪れたモロゾフは新聞社に赴き、当時1ドル50セントの債務を残したままシアトルを離れたとして利子と罰金を加算した1500ドルの小切手を支払った。新聞社側は、そのような記録は残されていないがモロゾフの気持ちを汲み取るとして小切手を受け取り、慈善目的に使用したという[42]。

- モロゾフと妻のオリガは無国籍であった。モロゾフ曰く日本への帰化を考えたこともあったが、名前を日本式に変えることに抵抗を感じ、帰化しないことにしたという[43]。